# Ptocasius bhutanicus
Espèce
Synonymes
- Yaginumaella bhutanica Żabka, 1981

Ptocasius bhutanicus est une espèce d'araignées aranéomorphes de la famille des Salticidae.

## Distribution
Cette espèce est endémique du Bhoutan. Elle se rencontre vers Phuntsholing à 2 100 m d'altitude.

## Description
La carapace de la femelle holotype mesure 2,22 mm de long et l'abdomen 3,34 mm.

## Systématique et taxinomie
Cette espèce a été décrite sous le protonyme Yaginumaella bhutanica par Żabka en 1981. Elle est placée dans le genre Ptocasius par Patoleta, Gardzińska et Żabka en 2020.

## Étymologie
Son nom d'espèce lui a été donné en référence au lieu de sa découverte, le Bhoutan.

## Publication originale
- Żabka, 1981 : New species of Yaginumaella Prószynski 1976 and Helicius Prószynski 1976 (Araneae, Salticidae) from Bhutan and Burma. Entomologica Basiliensis, vol. 6, p. 5-41.